# ساوثغيت (محطة مترو أنفاق لندن)
ساوثغيت (بالإنجليزية: Southgate)‏ هي إحدى محطات مترو أنفاق لندن. تقع على خط بيكاديلي أفتتحت في المنطقة (Zone) رقم 4 أفتتحت في 13 مارس 1933. 